# Sauquillo de Cabezas
Sauquillo de Cabezas é um município da Espanha na província de Segóvia, comunidade autónoma de Castela e Leão, de área 20,28 km² com população de 218 habitantes (2006) e densidade populacional de 11,26 hab/km².

## Demografia
| Variação demográfica do município entre 1991 e 2004 | Variação demográfica do município entre 1991 e 2004 | Variação demográfica do município entre 1991 e 2004 | Variação demográfica do município entre 1991 e 2004 |
| --------------------------------------------------- | --------------------------------------------------- | --------------------------------------------------- | --------------------------------------------------- |
| 1991                                                | 1996                                                | 2001                                                | 2004                                                |
| 280                                                 | 250                                                 | 242                                                 | 231                                                 |